# Setge de Maó
|  | Per a altres significats, vegeu «Setge de Maó (1147)». |

El setge de Maó fou un dels combats succeït durant els anys 1463 i 1472 en el context de la Guerra Civil Catalana.

## Antecedents
Havent perdut Tàrrega, Tarragona i Perpinyà, les tropes castellanes dirigides per Joan de Beaumont aconsegueixen aixecar el Setge de Barcelona, però fracassen en el Setge de Girona, i finalment Joan el Sense Fe utilitza les divisions de la noblesa castellana per forçar Enric IV de Castella mitjançant el Tractat de Baiona, amb Lluís XI d'àrbitre, l'abril de 1463 a renunciar al Principat de Catalunya, i en compensació se li lliura la batllia d'Estella, mentre que Joan el Sense Fe renuncia a les rendes que li corresponien a Castella.
Entre juny de 1462 i gener de 1463, hi hagué a Mallorca moviments de suport a la Generalitat protagonitzats per pagesos que s'aplegaven a l'estil de com ho havien fet durant la revolta forana i que reberen el suport de la noble família Albertí d'Inca, del Bàndol del Call i que eren familiars de qui havia estat l'anterior procurador reial. El lloctinent general efectua una dura repressió que costa la vida a més d'un centenar de condemnats d'Inca, Binissalem, Pollença i Manacor.

## Desenvolupament tàctic
Ciutadella de Menorca es va revoltar en maig de 1463 però el governador Pere de Bell-lloc i de Sentmenat va avortar la revolta i els rebels van abandonar Ciutadella per refugiar-se a Maó mentre els realistes de Ciutadella van rebre el reforç d'un contingent de mallorquins. Una vegada refugiats a Maó els rebels comptaren amb el suport de quatre galeres catalanes comandades per Francesc de Pinós, van creuar l'illa per assetjar Ciutadella i aconseguir el control total de Menorca per utilitzar-la com a base d'operacions per envair Mallorca, l'esquadra per mar i la tropa a peu, però Ciutadella va resistir i amb el suport de més soldats mallorquins, van aconseguir acabar amb el setge.
Un cop retirat l'estol, set vaixells mallorquins capitanejats per Francesc Burguès i Galiana es presentaren a Maó tot intimant la rendició i bloquejaren el seu port entre 1464 i l'hivern de 1465 mentre per terra ho feien Nicolau Carròs d'Arborea i de Mur i Hug de Pax però en ser tant fortificada hagueren de desistir. Finalitzat el setge d'Amposta i després de perseguir la flota de la Generalitat fins que es refugia al port de Marsella, el juny de 1466, sis naus de la flota de Francesc Berenguer de Blanes capitanejades per Gregori Burgues i Uniç, fill de Francesc, reactivaren el setge de Maó, sense èxit, tot i que es realitzà un intercanvi de presoners.
El febrer de 1471, per ordre del Rei, Francesc Burgues es dirigí als assetjats de Maó confirmant els privilegis i costums de la vila i proposant la restitució dels béns confiscats a canvi de la rendició, però l'oferiment fou refusat, amb la qual cosa s'inicià el darrer setge de Maó, per mar i terra. La vila resistí fins a les Capitulacions de Pedralbes, que també preveien el seu cas, tot i que malgrat el seu caràcter de retroacció a l'estat de coses anterior

## Conseqüències
A Maó la repressió fou molt dura i inclogué penes de mort. Les muralles de Ciutadella de Menorca foren reparades amb els censals confiscats als catalans rebels.